# Erika Bók
Erika Bók – węgierska aktorka filmowa, która wystąpiła wyłącznie w filmach Béli Tarra. Po raz pierwszy zagrała w 1994 roku w wielokrotnie nagradzanym filmie  Szatańskie tango, gdzie zagrała role Estiki. Film powstał na podstawie książki o tym samym tytule autorstwa László Krasznahorkai. 

## Wybrane role
- 1994: Szatańskie tango, tyt. oryg. Sátántangó jako Estike
- 2007: Człowiek z Londynu, tyt. oryg. A londoni férfi jako Henriette
- 2011: Koń turyński, tyt. oryg. A torinói ló jako córka Ohlsdorfera